# Campeonato Sudamericano Sub-20 de 1964
El Campeonato Sudamericano Sub-20 de 1964, se llevó a cabo entre el 12 de enero y el 2 de febrero en Colombia, concretamente en las ciudades de Barranquilla, Bogotá, Cali y Medellín. 

## Equipos participantes
Participaron en el torneo siete de las asociaciones nacionales afiliadas a la Confederación Sudamericana de Fútbol; se ausentaron Bolivia, Brasil y Ecuador.
| Equipos participantes | Equipos participantes | Equipos participantes | Equipos participantes | Equipos participantes |
| --------------------- | --------------------- | --------------------- | --------------------- | --------------------- |
| Argentina             | Chile                 | Colombia              | Paraguay              |                       |
| Perú                  | Uruguay               | Venezuela             |                       |                       |

## Posiciones
| Selección | Pts. | PJ | PG | PE | PP | GF | GC | Dif. |
| --------- | ---- | -- | -- | -- | -- | -- | -- | ---- |
| Uruguay   | 9    | 6  | 4  | 1  | 1  | 8  | 5  | +3   |
| Paraguay  | 7    | 6  | 3  | 1  | 2  | 6  | 4  | +2   |
| Colombia  | 7    | 6  | 2  | 3  | 1  | 6  | 5  | +1   |
| Chile     | 7    | 6  | 2  | 3  | 1  | 6  | 6  | 0    |
| Perú      | 5    | 6  | 2  | 1  | 3  | 7  | 9  | -2   |
| Argentina | 4    | 6  | 1  | 2  | 3  | 4  | 5  | -1   |
| Venezuela | 3    | 6  | 0  | 3  | 3  | 3  | 6  | -3   |

### Partidos
| 12 de enero de 1964 | Argentina | 0:1 | Paraguay | Estadio Pascual Guerrero, Cali |  |
|                     |           |     |          | Árbitro(s): Arturo Yamasaki Maldonado (Perú) Juez línea = Edgar Barona Vélez (Colombia) Juez línea = Benito Jackson Ascanio (Venezuela) = PARAGUAY: Artemio Villanueva (tapo penal a Pla); Ángel Bordón, Julián Pérez, Ramón Calonga, Ricardo González; Reynaldo Pedrozo, Ernesto Arce (Almada Acuña), Esteban Molinas; Francisco Taboada, Eliodoro Luján (40) (EXPULSADO), Lucio González Ortiz; D.T. CÉSAR LOPEZ FRETES. = ARGENTINA: José Marín: Aurelio Pascuttini (EXPULSADO), Pedro Gómez, Roberto Morcillo, Julio Bordatto; Roberto Arabia (Luis Fernando Lavezzi), Aldo Poy, Carlos Forti; José Antonio Pla, Felipe Unzuie (Luis Bastos), Óscar Más; D.T. JOSÉ RAMOS. |  |

| 12 de enero de 1964 | Chile | 1:1 | Uruguay | Estadio Atanasio Girardot, Medellín |  |
|                     |       |     |         | Árbitro(s): Miguel Ángel Comesaña (Argentina) Juez línea = Pedro Julio Sánchez (Colombia) Juez línea = Saúl Enrique de La Rosa Camargo (Colombia) = CHILE: Leopoldo Vallejos; Carlos Vega, Elías Figueroa Brander, Gustavo Cortés Juan Rodríguez Vega; Manuel Albanez, Juan Ganga Lubones, Carlos Reinoso; Jorge Miranda, Oswaldo Marín (15)(Sergio Bauaure), Jaime Bravo; D.T. WASHINGTON URRUTIA. = URUGUAY: Eduardo García; Juan Mogordoy, Homero Martínez, José Paz, Gilberto Machado; Rubén Fierro (Rubén Techera), Raúl González (José Pérez), Jesús Villalba (Iver Arispe); Óscar Barreto, Leonardo Turia, Enrique Alfano (10); D.T. JUAN CARLOS REZONE. |  |

| 12 de enero de 1964 | Colombia | 1:1 | Venezuela | Estadio Nemesio Camacho El Campín, Bogotá |  |
|                     |          |     |           | Asistencia: 28.000 espectadores Árbitro(s): Sergio Bustamante González (Chile) Juez línea = Mario Lorenzo Canessa García (Chile) Juez línea = Rodolfo Llanes (Uruguay) = COLOMBIA: León Reyes: Orlando Herrera, Sigifredo Ortega, Julio Gaviria, Efraín Castillo; Aníbal Niño, Henry Toscano, Alfonso Cañón; Fernando García (Jorge Uribe), Hernado Piñeros (10), Álvaro Sinisterra; D.T. EFRAÍN ELÍAS SÁNCHEZ. = VENEZUELA: Omar Colmenares; Frederic Elli, Luis Sarzelejo, Jimmy Ponte (Ángel Gascón), José Suárez; Eusebio De Suze, Francisco Rentería (Juan Luis Rodríguez), Salvador Gala; Rafael Naranjo (79), Luis Mendoza Benedetto, Ramón Ghersi (David Motta); D.T. RAFAEL FRANCO REYES. |  |

| 15 de enero de 1964 | Argentina | 2:0 | Chile | Estadio Pascual Guerrero, Cali |  |
|                     | Óscar Más |     |       |                                |  |

| 15 de enero de 1964 | Uruguay                       | 2:1 | Venezuela                | Estadio Atanasio Girardot, Medellín |  |
|                     | Leonardo Turia 42' (pen.) 45' |     | Manuel Suárez 90' (pen.) |                                     |  |

| 15 de enero de 1964 | Colombia | 2:1 | Perú | Estadio Pascual Guerrero, Cali |  |

| 19 de enero de 1964 | Argentina | 0:1 | Uruguay      | Estadio Pascual Guerrero, Cali |  |
|                     |           |     | Omar Barreto |                                |  |

| 19 de enero de 1964 | Colombia | 0:0 | Paraguay | Estadio Pascual Guerrero, Cali |  |

| 19 de enero de 1964 | Chile | 2:1 | Perú | Estadio Pascual Guerrero, Cali |  |

| 22 de enero de 1964 | Argentina | 0:0 | Venezuela | Estadio Romelio Martínez, Barranquilla |  |

| 22 de enero de 1964 | Chile | 2:1 | Paraguay | Estadio Romelio Martínez, Barranquilla |  |

| 22 de enero de 1964 | Perú | 2:1 | Uruguay | Estadio Romelio Martínez, Barranquilla |  |

| 26 de enero de 1964 | Colombia | 2:1 | Argentina | Estadio Nemesio Camacho El Campín, Bogotá |  |
|                     |          |     | José Pla  |                                           |  |

| 26 de enero de 1964 | Paraguay | 2:0 | Perú | Estadio Nemesio Camacho El Campín, Bogotá |  |

| 26 de enero de 1964 | Chile | 0:0 | Venezuela | Estadio Nemesio Camacho El Campín, Bogotá |  |

| 29 de enero de 1964 | Colombia | 1:1 | Chile | Estadio Atanasio Girardot, Medellín |  |

| 29 de enero de 1964 | Uruguay                     | 2:1 | Paraguay | Estadio Atanasio Girardot, Medellín |  |
|                     | Vito Fierro · Juan Chiarini |     |          |                                     |  |

| 29 de enero de 1964 | Perú                   | 2:1 | Venezuela        | Estadio Atanasio Girardot, Medellín |  |
|                     | Carlos González 5' 14' |     | Ramón Ghersi 85' |                                     |  |

| 2 de febrero de 1964 | Argentina | 1:1 | Perú | Estadio Pascual Guerrero, Cali |  |
|                      | Óscar Más |     |      |                                |  |

| 2 de febrero de 1964 | Paraguay  | 1:0 | Venezuela | Estadio Pascual Guerrero, Cali |  |
|                      | Molina 6' |     |           |                                |  |

| 2 de febrero de 1964 | Uruguay        | 1:0 | Colombia | Estadio Pascual Guerrero, Cali |  |
|                      | Enrique Alfano |     |          |                                |  |

| Uruguay         |
| Campeón Uruguay |
| 3er título      |